# Senostoma hyria
Senostoma hyria là một loài ruồi trong họ Tachinidae.